# شهرک محمدشاه کرم
شهرک محمدشاه کرم، روستایی از توابع بخش مرکزی شهرستان زهک در استان سیستان و بلوچستان ایران است.

## جمعیت
این روستا در دهستان زهک قرار دارد و براساس سرشماری مرکز آمار ایران در سال ۱۳۹۵، جمعیت آن ۴٬۶۰۵ تن  (۹۲۹خانوار) بوده‌است.

## رتبه در استان
شهرک محمد شاه کرم با جمعیت آن ۴٬۶۰۵ نفر طبق سرشماری سال ۹۵ از ۲۶ شهر استان جمعیت بیشتر دارد 
و می تواند به شهر ارتقاء یابد.
- فهرست شهرهای استان سیستان و بلوچستان

| ردیف | نام شهر         | نام شهرستان | سال تأسیس     | جمعیت (۱۳۹۵) |
| ---- | --------------- | ----------- | ------------- | ------------ |
| ۱    | بندر بریس       | دشتیاری     | تیر ۱۴۰۰      | ۴٬۴۴۸        |
| ۲    | زرآباد          | زرآباد      | آبان ۱۳۸۸     | ۴٬۰۰۲        |
| ۳    | سیب             | سیب و سوران | تیر ۱۴۰۰      | ۳٬۸۹۳        |
| ۴    | آشار            | مهرستان     | دی ۱۳۹۶       | ۳٬۷۸۶        |
| ۵    | بنجار           | زابل        | اسفند ۱۳۷۸    | ۳٬۷۶۰        |
| ۶    | ادیمی           | نیمروز      | مرداد ۱۳۷۸    | ۳٬۶۱۳        |
| ۷    | محمدآباد        | هامون       | مرداد ۱۳۷۸    | ۳٬۴۶۸        |
| ۸    | کتیج            | فنوج        | تیر ۱۳۹۷      | ۳٬۰۱۶        |
| ۹    | پارود           | راسک        | دی ۱۳۹۶       | ۲٬۹۹۷        |
| ۱۰   | اسفندک          | سراوان      | تیر ۱۴۰۰      | ۲٬۹۶۲        |
| ۱۱   | چگردک           | دلگان       | تیر ۱۳۹۷      | ۲٬۷۴۲        |
| ۱۲   | ساربوک          | قصرقند      | دی ۱۳۹۶       | ۲٬۴۴۸        |
| ۱۳   | چانف            | نیک‌شهر      | بهمن ۱۳۹۹     |              |
| ۱۴   | سیرکان          | سراوان      | اسفند ۱۳۷۸    | ۲٬۱۹۶        |
| ۱۵   | سرباز           | سرباز       | اسفند ۱۳۷۸    | ۲٬۰۲۰        |
| ۱۶   | قاسم‌آباد        | بمپور       | تیر ۱۴۰۰      | ۱٬۸۴۵        |
| ۱۷   | سرجنگل          | زاهدان      | بهمن ۱۳۹۶     | ۱٬۷۹۰        |
| ۱۸   | ریگ ملک         | میرجاوه     | خرداد ۱۳۹۷    | ۱٬۶۸۸        |
| ۱۹   | هیدوچ           | سیب و سوران | خرداد ۱۳۸۳    | ۱٬۶۷۴        |
| ۲۰   | قرقری           | هیرمند      | تیر ۱۳۹۷      | ۱٬۳۲۹        |
| ۲۱   | پلان            | چابهار      | دی ۱۳۹۶       | ۱٬۰۴۴        |
| ۲۲   | ده رئیس         | خاش         | تیر ۱۳۹۷      | ۷۶۵          |
| ۲۳   | جزینک           | زهک         | اردیبهشت ۱۳۹۹ | ۶۷۶          |
| ۲۴   | لادیز           | میرجاوه     | خرداد ۱۳۹۸    | ۴۶۴          |
| ۲۵   | شهر جدید رامشار | هامون       |               | ۲۴۵          |
| ۲۶   | شهر جدید تیس    | کنارک       | ۱۴۰۱          | ۱۶۵          |